# Schillerwiese (Regensburg)

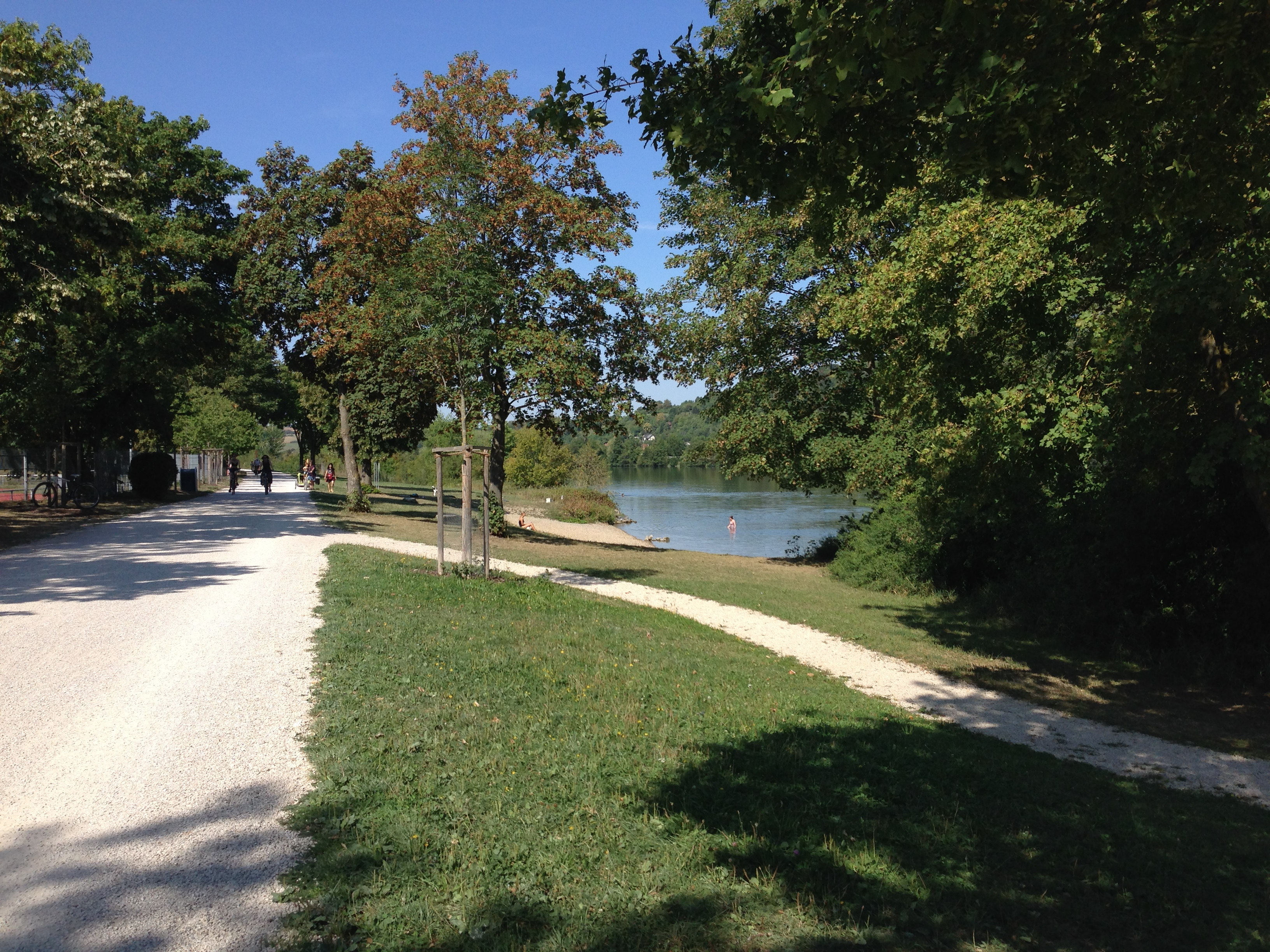
Badebucht an der Donau bei der Schillerwiese

Die Schillerwiese in Regensburg ist eine langgezogene Parkanlage längs dem südlichen Ufer der Donau im Westenviertel im Stadtgebiet von Regensburg.

## Geografie
Die Schillerwiese etwa einen Kilometer westlich der Altstadt von Regensburg liegt im Donaubogen am nördlichsten Punkt der Donau, im Westenviertel auf einer Höhe von ca. 335 m ü. NN. In unmittelbarer Nähe befinden sich südwestlich das Wasserkraftwerk Regensburg sowie die Brücke der Nord-Süd-Autobahn.

## Geschichte
Bis ins 19. Jahrhundert befanden sich im Donauuferbereich der heutigen Schillerwiese saftige Weiden und Wiesen. In der Bevölkerung wurde die Gegend auch „Kuhwiese“ genannt. Der Name Schillerwiese geht auf das Jahr 1905 zurück, als durch den Verschönerungsverein Regensburg zahlreiche Bäume, unter anderem eine Schiller-Linde gepflanzt und zu Ehren des 100. Todestags von Friedrich Schiller ein Gedenkstein errichtet wurde.
Bis in die 1930er Jahre befanden sich an den Schillerwiesen nach Geschlechtern getrennte „Badeanstalten“, schwimmende Plateaus mit Holzumfassungen um die Badebereiche innerhalb der Donau. Während die Schillerwiesen heute zwischen Donau und umliegender Bebauungen eingebettet sind, existierten zu dieser Zeit lediglich vereinzelte Bauten in Richtung Altstadt. Erst ab 1933 entstand im Westen der Schillerwiese die Westheimsiedlung sowie im Jahre 1937 das Messerschmittwerk. In der Nachkriegszeit wurde neben den „Badeanstalten“ zunehmend der Donaustrand an den Schillerwiesen durch die Regensburger zum Baden genutzt.
Durch den Bau der für die Wehranlage benötigten Fußgängerbrücke über die Donau im Jahre 1977, sowie durch den verursachten Aufstau der Donau verschwanden in der Folge die Badeanstalten. Erst um die Jahrtausendwende erreichte eine Bürgerinitiative die Renaturierung der Donauuferzone in Richtung Westen, wo dann westlich der Brücke erneut Badebuchten am Donauufer entstanden. Im Zusammenhang mit diesen Maßnahmen entstand mit dem Donaupark westlich bis hin zum „Baggerweiher“ eine mit Kunstwerken gesäumte Grünanlage und die größte Parkanlage der Stadt Regensburg.
Der dicht bewachsene Bereich östlich der Schillerwiese, unmittelbar beim Gartenamt der Stadt Regensburg, ist heute ein Dorado für Fledermäuse. Eine Straße nahe dem Donauradweg trägt dort bis heute den Namen „An der Schillerwiese“.

## Galerie

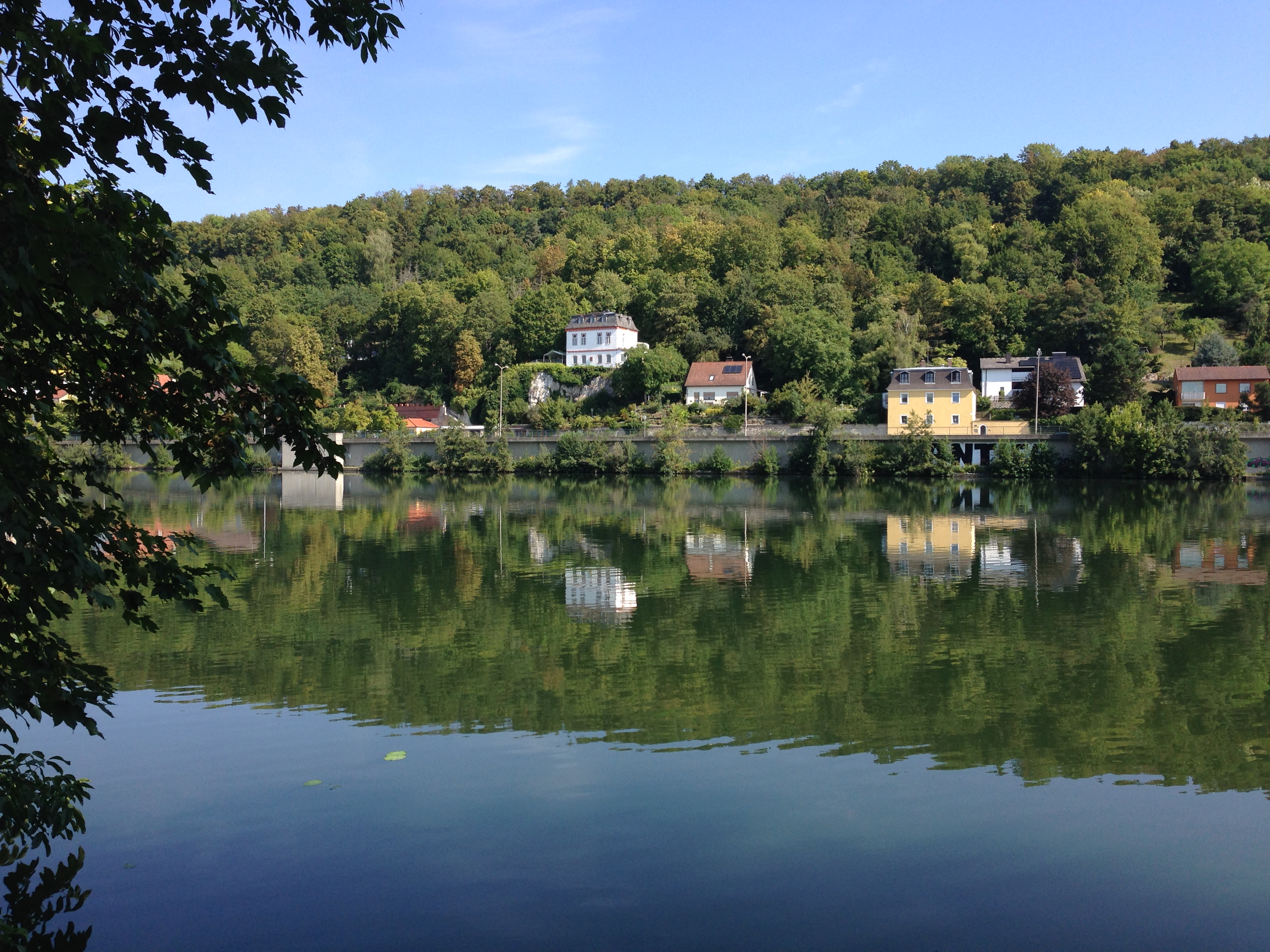
Blick auf Winzer mit Winzerer Höhen im Hintergrund
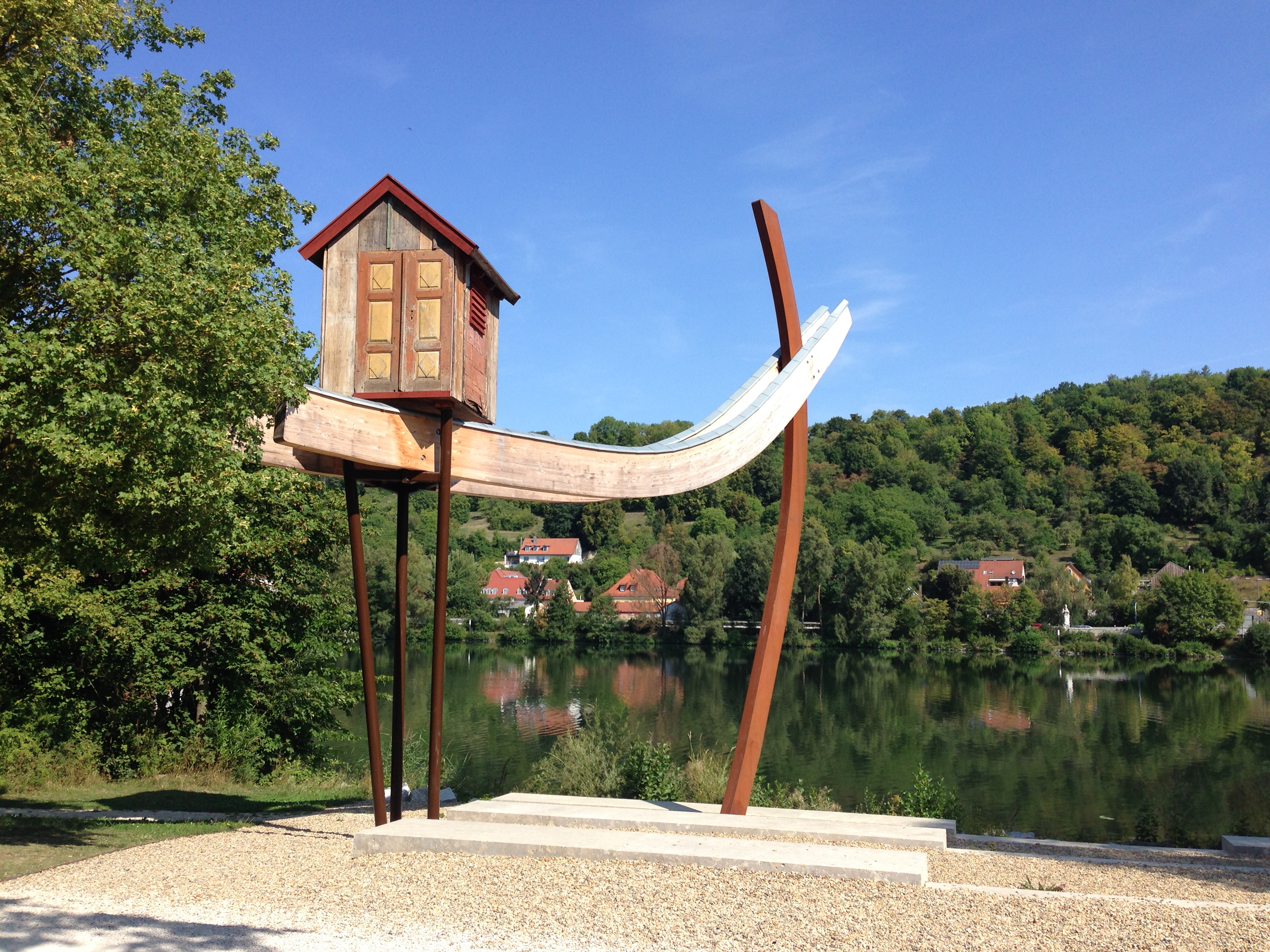
Nördlichster Punkt der Donau am Südufer nahe der Schillerwiese
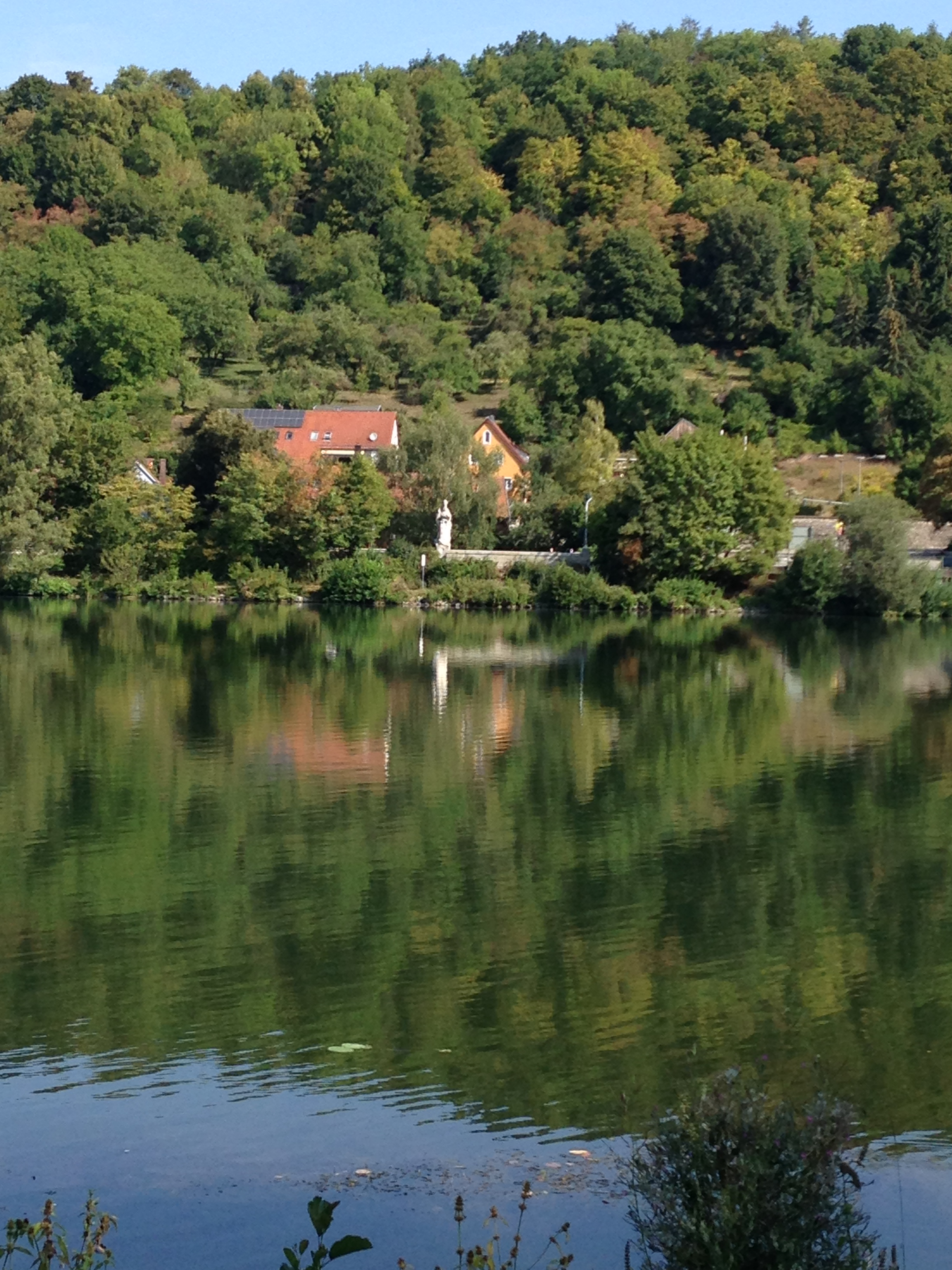
Blick auf die Nikolausstatue am nördlichsten Punkt der Donau
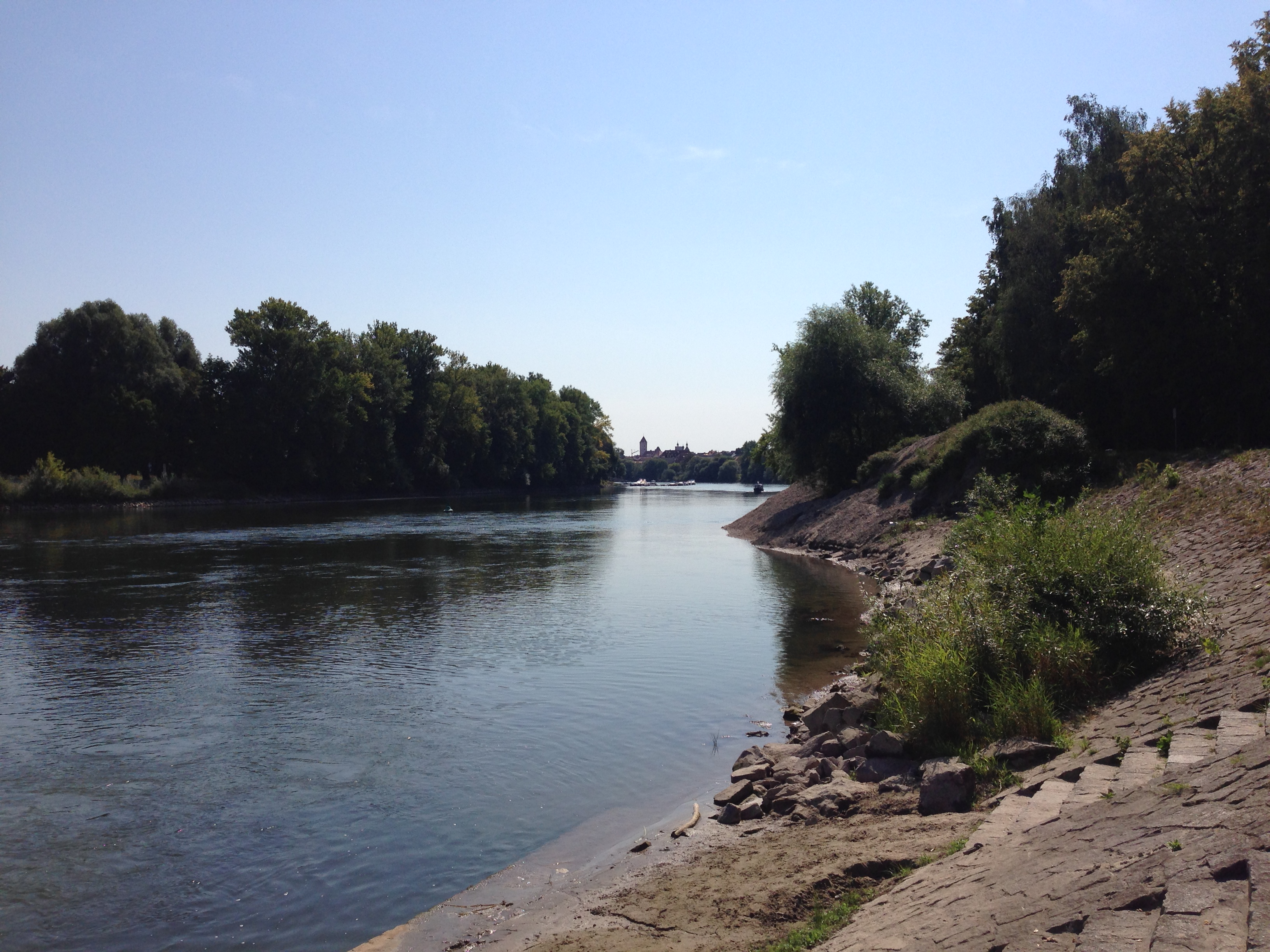
Blick von der Schillerwiese in Richtung Altstadt
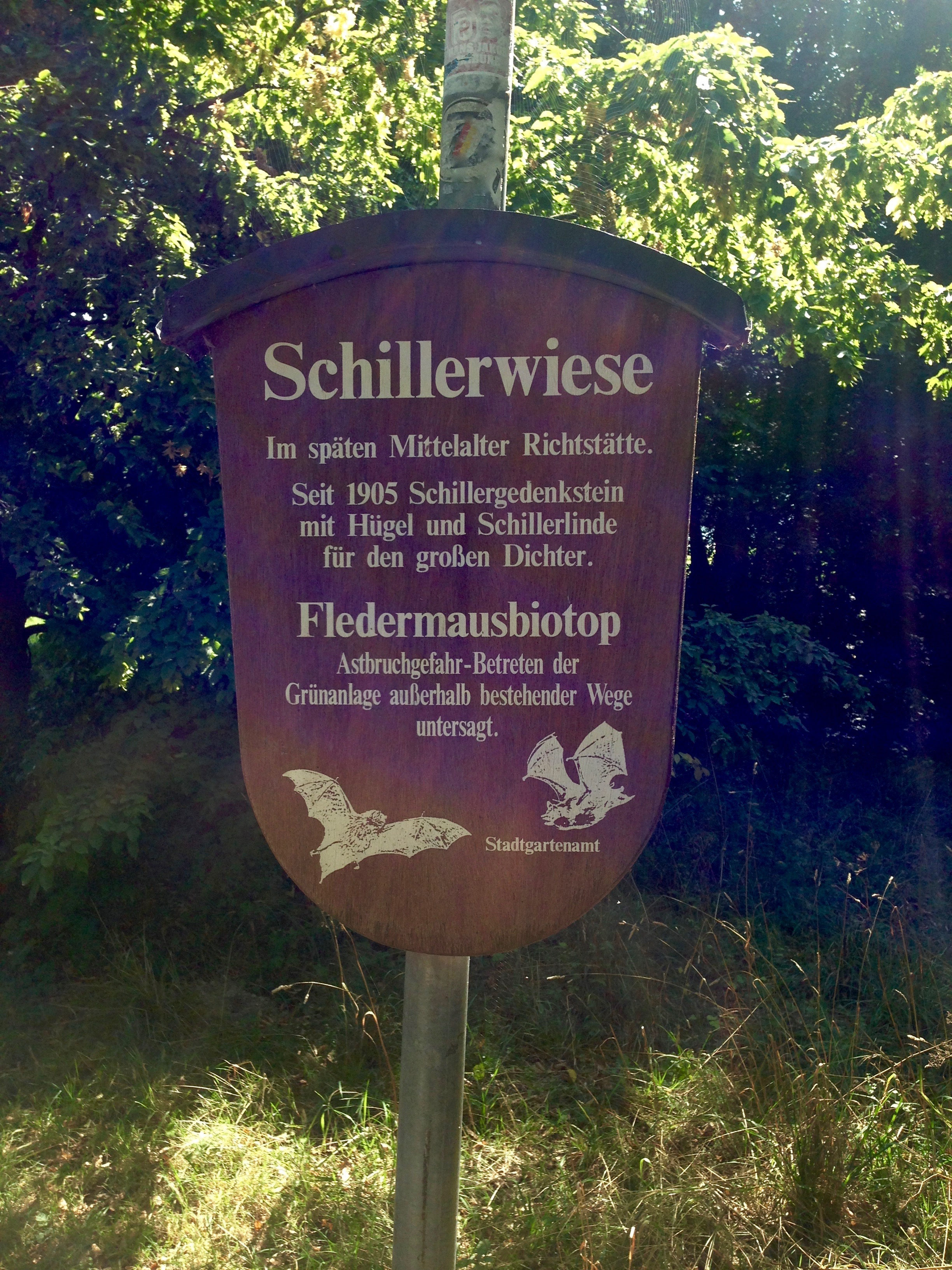
Infotafel der Stadt Regensburg zur Schillerwiese
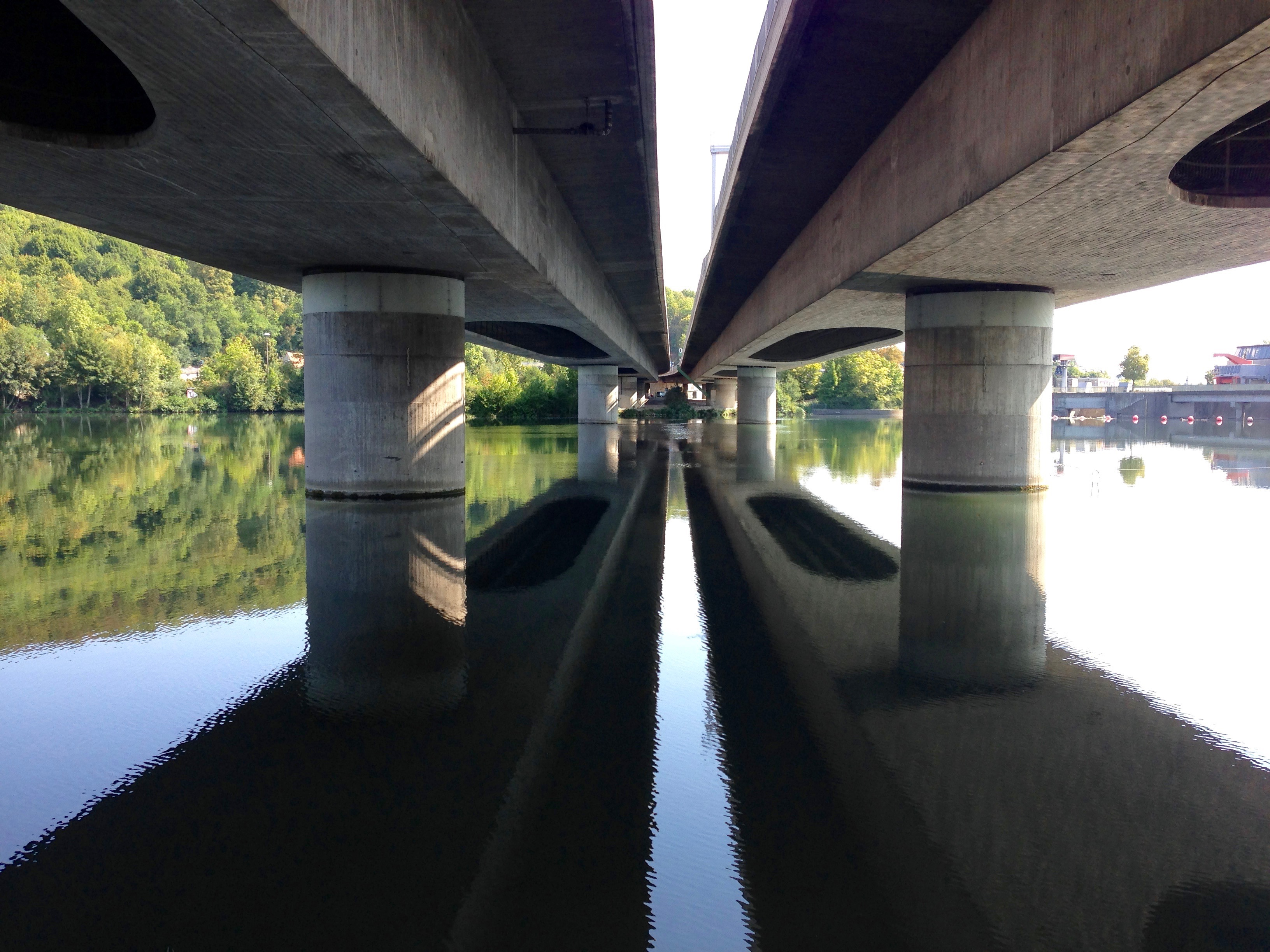
Donaubrücke Pfaffenstein heute an der Schillerwiese
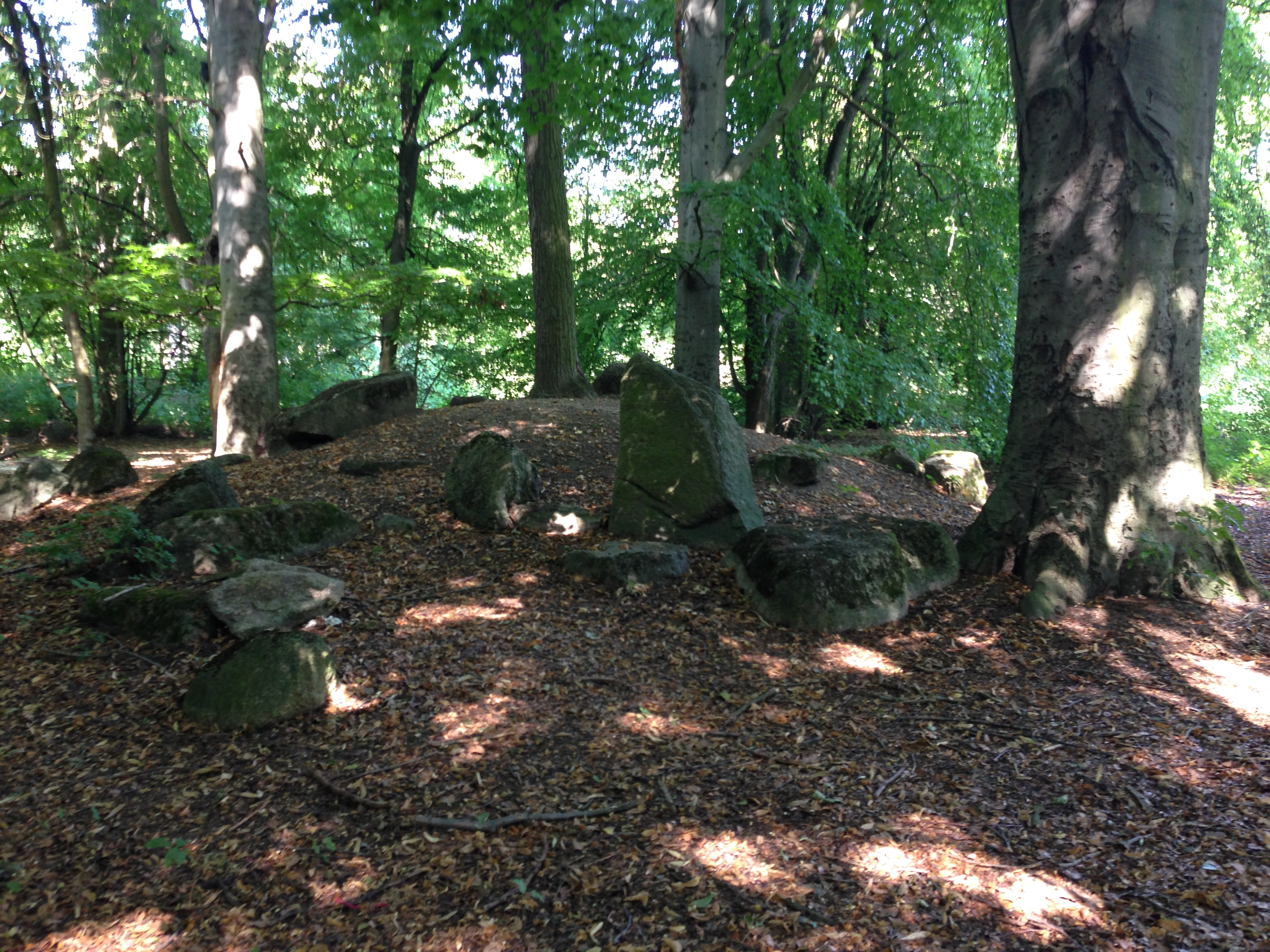
Schillerdenkmal mit Schillerlinde im Fledermausbiotop der Schillerwiese
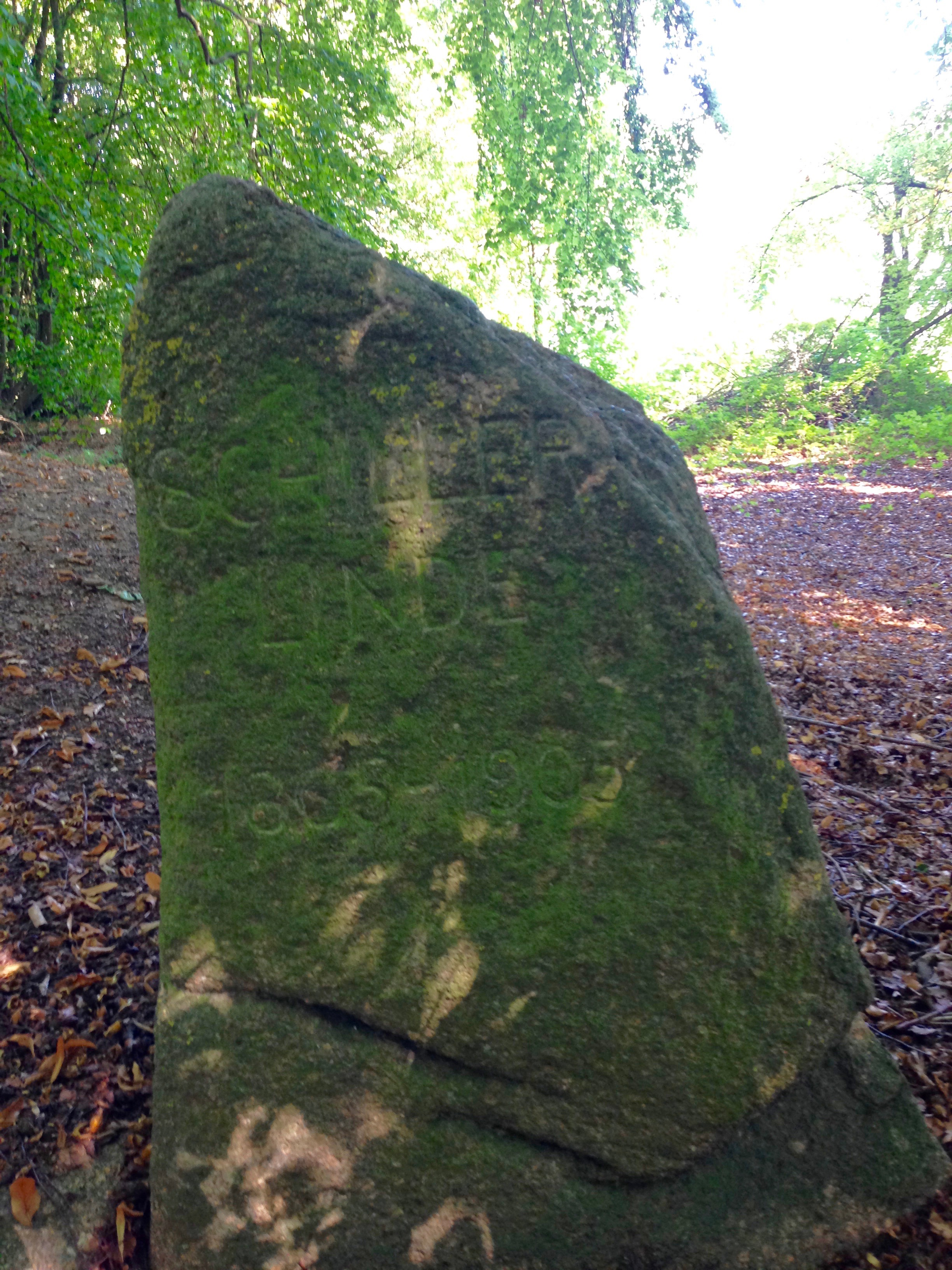
Schillerdenkmal an der Schillerwiese